# Лент (тауншип, Миннесота)
Лент (англ. Lent) — тауншип в округе Шисаго, Миннесота, США. На 2000 год его население составило 1992 человека.

## География
По данным Бюро переписи населения США площадь тауншипа составляет 91,8 км², из которых 86,1 км² занимает суша, а 5,7 км² — вода (6,21 %).

## Демография
По данным переписи населения 2000 года здесь находились 1992 человека, 657 домохозяйств и 559 семей.  Плотность населения —  23,1 чел./км².  На территории тауншипа расположено 667 построек со средней плотностью 7,7 построек на один квадратный километр. Расовый состав населения: 97,99 % белых, 0,10 % афроамериканцев, 0,20 % коренных американцев, 0,50 % азиатов, 0,05 % c Тихоокеанских островов, 0,25 % — других рас США и 0,90 % приходится на две или более других рас. Испанцы или латиноамериканцы любой расы составляли 1,31 % от популяции тауншипа.
Из 657 домохозяйств в 46,9 % воспитывались дети до 18 лет, в 77,5 % проживали супружеские пары, в 4,4 % проживали незамужние женщины и в 14,8 % домохозяйств проживали несемейные люди. 10,7 % домохозяйств состояли из одного человека, при том 2,0 % из — одиноких пожилых людей старше 65 лет. Средний размер домохозяйства — 3,03, а семьи — 3,26 человека.
30,5 % населения — младше 18 лет, 6,9 % — в возрасте от 18 до 24 лет, 36,5 % — от 25 до 44, 21,7 % — от 45 до 64, и 4,4 % — старше 65 лет. Средний возраст — 34 года. На каждые 100 женщин приходилось 108,6 мужчин.  На каждые 100 женщин старше 18 приходилось 109,2 мужчин.
Средний годовой доход домохозяйства составлял 61 163 доллара, а средний годовой доход семьи —  62 574 доллара. Средний доход мужчин —  39 310  долларов, в то время как у женщин — 31 098. Доход на душу населения составил 22 089 долларов. За чертой бедности находились 0,7 % семей и 1,2 % всего населения тауншипа, из которых 1,6 % младше 18 лет.